# Maciej Żołnowski
Maciej Żołnowski (ur. 12 marca 1977 w Prudniku) – polski kompozytor, publicysta, pisarz. 

## Życiorys
Ukończył Liceum Muzyczne we Wrocławiu jako skrzypek i tamże w roku 2001 obronił dyplom z kompozycji w klasie prof. Leszka Wisłockiego. W roku 2003 rozpoczął publikację cyklu artykułów z zakresu teorii muzyki oraz estetyki w popularnych czasopismach branżowych, takich jak: Estrada i Studio, Estetyka i Krytyka. Żołnowski jest autorem muzyki do spektaklu „Kariera Nikodema Dyzmy” w reż. Piotra Siekluckiego oraz twórcą soundtracku „Hypnos” – filmu, zaprezentowanego szerszej publiczności w roku 2005 na antenie Kino Polska.
Współpracował ze znanymi muzykami i orkiestrami: „Filharmonia Dowcipu” i jej dyrygent Bernard Chmielarz. Aranżował standardy muzyki filmowej i jazzowej dla Królewskiej Orkiestry Symfonicznej przy Pałacu w Wilanowie (np. „Musica Love”, Karnawałowe Przeboje 2011; koncert z udziałem wirtuoza skrzypiec Wadima Brodzkiego).
Wraz z krakowską Gejsza-art stworzył zbiór kwartetów japońskich i utworów na japońskie shamiseny.